# 吉川智恵子
吉川 智恵子（きっかわ ちえこ、1955年（昭和30年）3月16日 - ）は、日本の体操選手である。現姓は佐野。

## 経歴・人物
1976年モントリオールオリンピックに出場した。

## 親族
- 夫：佐野稔（元フィギュアスケート選手）[4]